# 锡米伦基夫斯凯
50°0′35″N 35°42′44″E / 50.00972°N 35.71222°E
锡米伦基夫斯凯（烏克蘭語：Симиренківське），2024年9月前名为米丘林斯凱（烏克蘭語：Мічурінське），是位於烏克蘭東部的村莊，由哈爾科夫州博霍杜希夫區的瓦爾基市鎮負責管轄。該村始建於1665年，面積5.21平方公里，海拔高度198米，2001年人口331，人口密度每平方公里63.5人。
2024年9月19日，乌克兰最高拉达将此村的名字改为锡米伦基夫斯凯。